# Lasiurus borealis
Lasiurus borealis là một loài động vật có vú trong họ Dơi muỗi, bộ Dơi. Loài này được Müller mô tả năm 1776.

## Hình ảnh

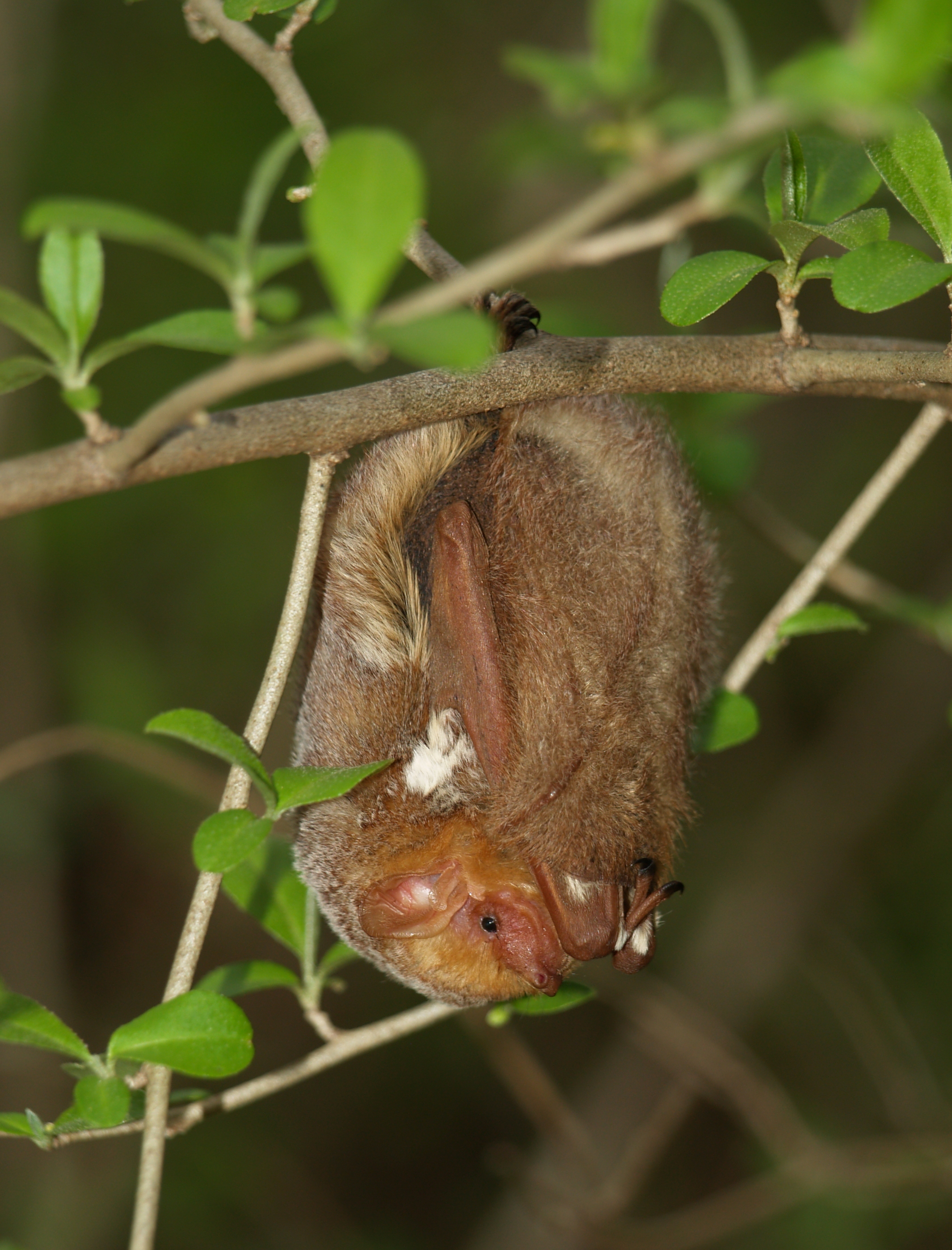
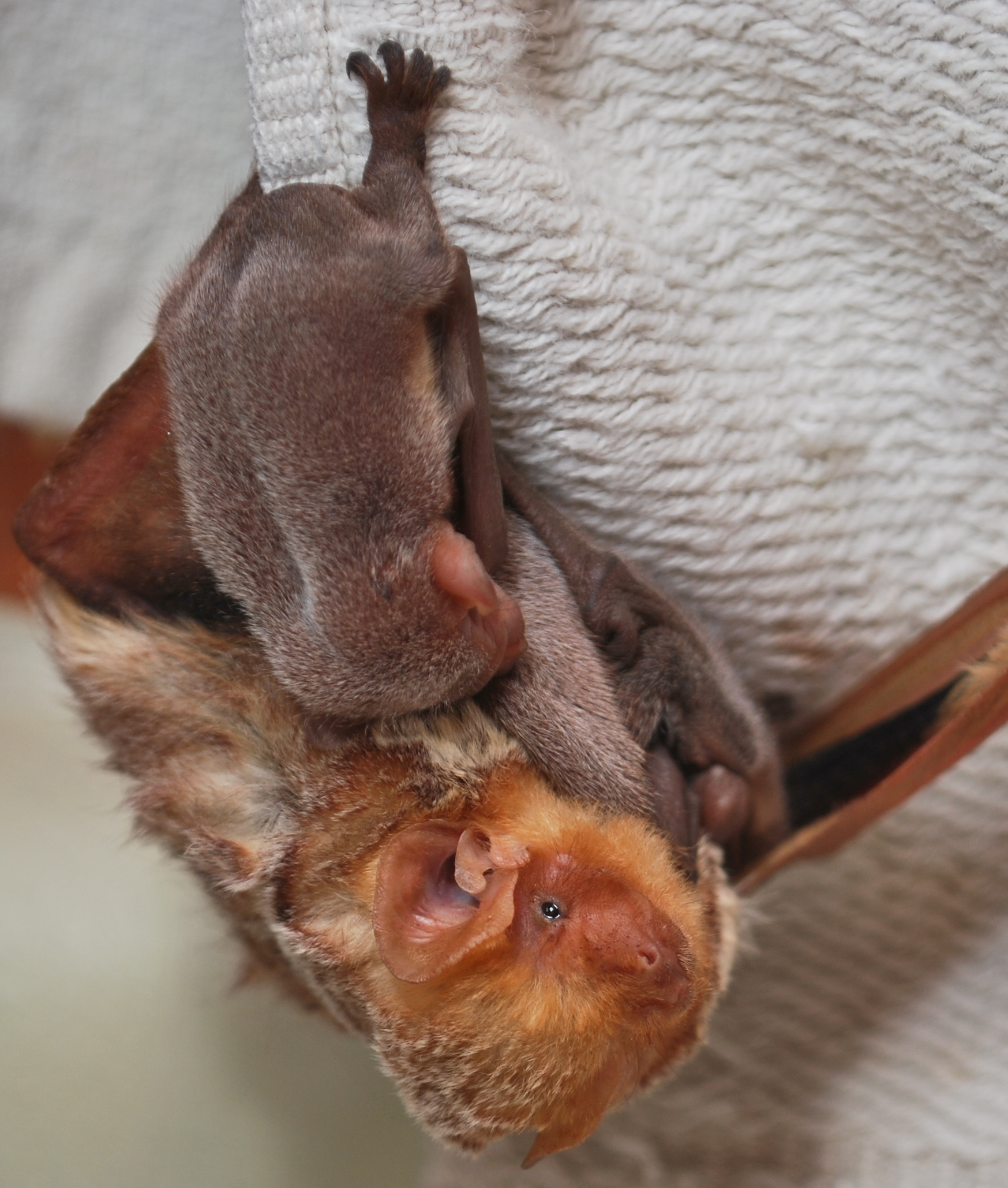
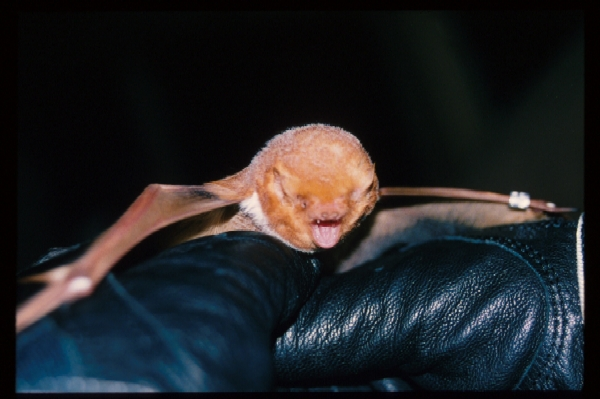
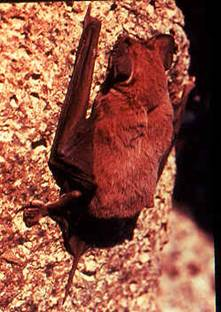